# Putao
Putao (även stavat Puta-O; burmesiska: ပူတာအိုမြို့) är en stad i Myanmar. Den ligger i delstaten Kachin och kommunen Putao i den norra delen av landet. Folkmängden uppgick till cirka 16 000 invånare vid folkräkningen 2014. Putao har en flygplats, Putao Airport, och går endast att resa till via flyg.
Under den brittiska kolonialperioden fanns i Putao en militär befästning benämnd Fort Hertz.